# Argyrodes tenuis
Argyrodes tenuis là một loài nhện trong họ Theridiidae.
Loài này thuộc chi Argyrodes. Argyrodes tenuis được Tord Tamerlan Teodor Thorell miêu tả năm 1877.